# William Howard Taft

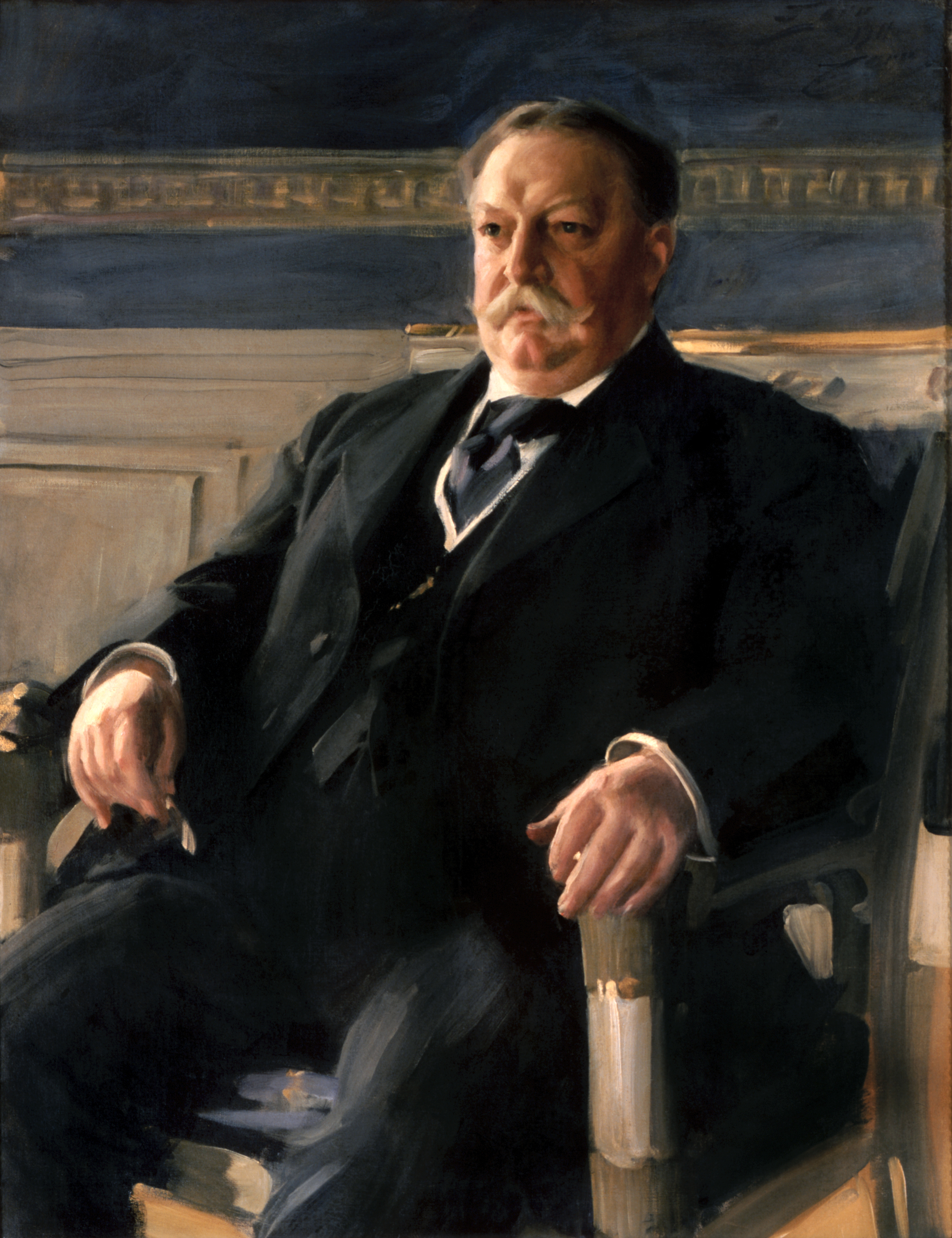
President William Howard Taft, oljemålning från 1911 av Anders Zorn.

William Howard Taft, född 15 september 1857 i Cincinnati i Ohio, död 8 mars 1930 i Washington, D.C., var en amerikansk advokat och politiker (republikan). Han var USA:s president åren 1909–1913 och chefsdomare i USA:s högsta domstol åren 1921–1930, den ende att inneha båda positionerna och den ende president som även suttit i domstolen. 

## Biografi
William Howard Taft blev advokat 1880. Åren 1888–1890 var han domare vid överdomstolen i Ohio och åren 1896–1900 var han verksam som juristprofessor vid universitetet i Cincinnati. År 1900 utsåg USA:s dåvarande president William McKinley honom till ordförande i den förvaltning som styrde den nyerövrade ögruppen Filippinerna och Taft var guvernör där från juli 1901. Under en period hösten 1906 ledde han även Kubas förvaltning. År 1904 värvades Taft till posten som krigsminister i den nyvalde presidenten Theodore Roosevelts kabinett. Under den kommande mandatperioden kom de två att bli mycket nära vänner.
År 1909 blev Taft USA:s president, sedan partibrodern Theodore Roosevelt hade avböjt att ställa upp för omval och förordat sin vän Taft som republikanernas presidentkandidat. Taft tvekade dock länge eftersom han egentligen inte ville bli president utan chefsdomare i högsta domstolen, men lät sig slutligen övertalas. Han trivdes dock aldrig i Vita huset utan blev deprimerad och gick upp i vikt. Detta blev ett stort problem för Taft, som under hela sitt liv lidit av svår övervikt.[källa behövs]
Under Tafts presidentskap skedde dock en del avgörande händelser i USA:s historia. År 1912 upptogs två stater i unionen, Arizona och New Mexico, och samma år genomdrev Taft även i kongressen ett beslut om befästande av Panamakanalzonen. 
Vid presidentvalet 1912 ställde Taft upp för omval, trots att han egentligen inte ville. Taft förlorade dock med 3 484 000 röster mot den demokraternas motkandidat Woodrow Wilsons 6 290 000 röster. Att han förlorade så stort berodde framför allt på att de republikanska rösterna splittrades, eftersom Theodore Roosevelt inte längre stödde Taft på grund av meningsskiljaktigheter om tullskyddspolitiken och själv kandiderade till presidentposten för det nybildade Progressiva partiet.
Efter sin ämbetstid som president gick Taft ner i vikt och blev professor i juridik vid Yale University åren 1913–1921. År 1921 uppnådde han sin dröm om att bli chefsdomare i USA:s högsta domstol, en post han kom att inneha fram till en knapp månad före sin död 1930. 
Taft förestavade presidenteden för Calvin Coolidge 1925 och Herbert Hoover 1929. Han är den ende före detta president i USA:s historia som svurit in en annan president. Han avled 1930 och begravdes på Arlingtonkyrkogården utanför Washington, D.C.
Taft gifte sig 1886 med Helen Herron. Taft var far till senatorn Robert Taft och farfarsfar till Bob Taft, som var guvernör i Ohio 1999–2007.

## Utnämningar till Högsta Domstolen
- Horace H. Lurton, 1910
- Charles Evans Hughes, 1910
- Edward D. White, 1910 (Chefsdomare)
- Willis Van Devanter, 1911
- Joseph R. Lamar, 1911
- Mahlon Pitney, 1912